# Loranthaceae
Loranthaceae är en växtfamilj i sandelträdsordningen (Santalales). Familjen innehåller idag cirka 70 släkten och 900 arter, men distinktionen mellan arter och till och med vissa släkten är ofta svårbedömd varför vissa (framför allt historiska) botaniker anser att majoriteten av arterna ska föras till det klassiska släktet Loranthus. Samtliga arter i familjen är halvparasiter, och alla utom tre växer som mistlar på grenar av andra vedartade växter. Familjen saknar ett bra svenskt namn, eftersom den svenska misteln, Viscum album (L.), inte ingår i familjen, men brukar benämnas praktmistelväxter, då de flesta arterna har stora och färgrika blommor. I Europa förekommer endast en art, Loranthus europaeus (Jacq.), som på svenska ibland kallas sommarmistel eftersom den fäller bladen under vintern. På världsbasis har familjen i huvudsak en tropisk utbredning. De förekommer ofta i traditionell medicin mot feber, eksem och för att behandla benbrott.

## Släkten
Endast släktena Nuytsia (trädformiga), Atkinsonia och Gaiadendron är rotparasiter medan övriga är traditionella mistlar. Nedan nämns exempel på släkten i deras huvudsakliga geografiska utbredningsområden.
Australien
- Amyema
- Atkinsonia
- Nuytsia

Asien
- Dendrophthoe
- Helixanthera
- Macrosolen
- Scurrula
- Taxillus

Afrika (inklusive Madagaskar)
- Agelanthus
- Bakerella
- Englerina
- Globimetula
- Phragmanthera
- Socratina
- Tapinanthus

Sydamerika
- Aetanthus
- Cladocolea
- Dendropemon
- Gaiadendron
- Phthirusa
- Psittacanthus
- Struthanthus

Nya Zeeland
- Ileostylus
- Peraxilla
- Tupeia